# 伊丹十三纪念馆

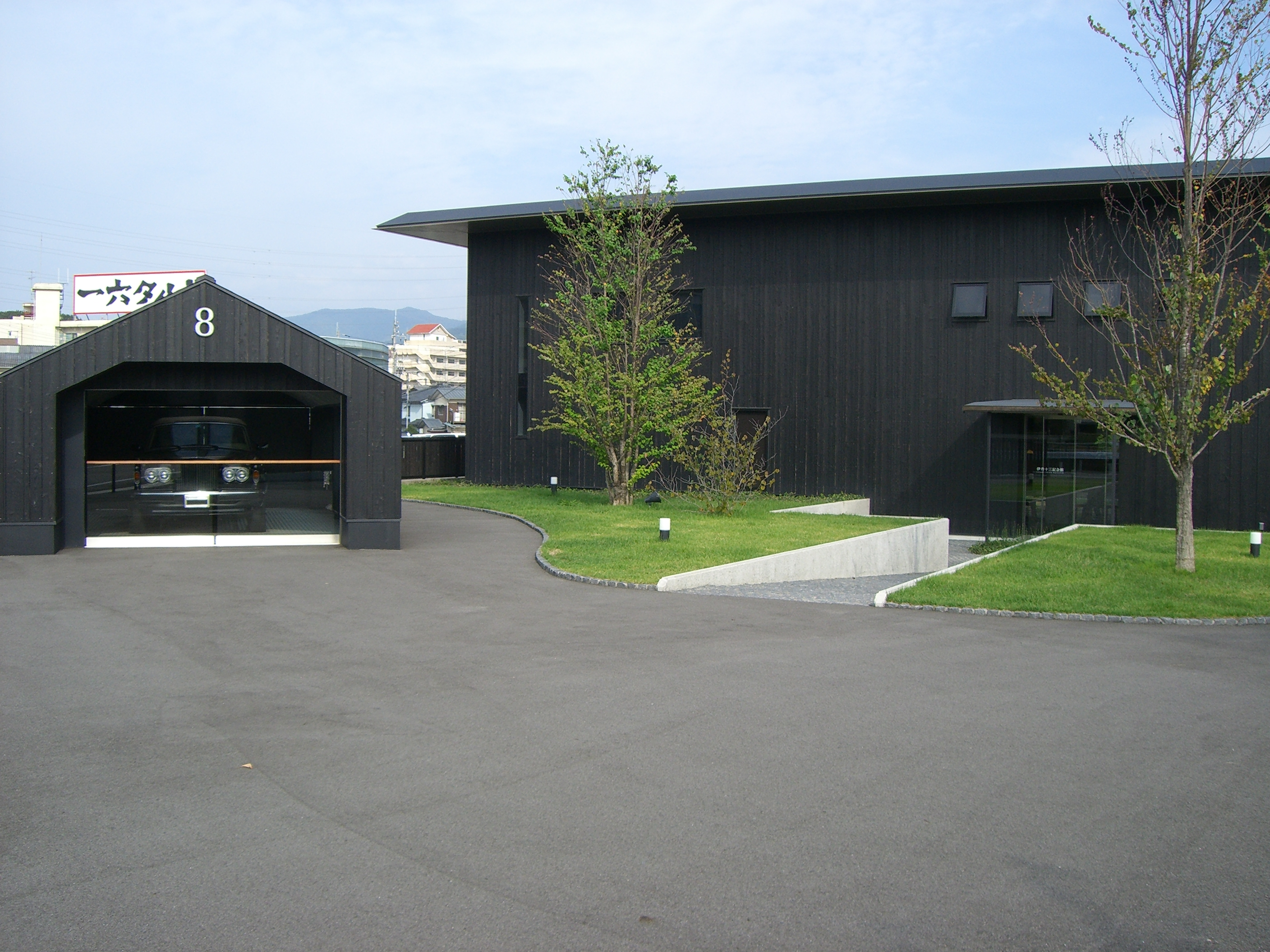
伊丹十三纪念馆
伊丹十三纪念馆（日语：伊丹十三記念館）1997年12月，日本电影导演、演员伊丹十三逝世，为纪念他，在爱媛县设立了博物馆，设立者为伊丹十三纪念财团。

## 简介
2007年5月15日，爱媛县松山市东石井开馆。5月15日，伊丹十三诞辰日举行纪念活动。馆长为伊丹十三的妻子著名女优宮本信子。
伊丹十三的父亲伊丹万作的出身地。伊丹十三同大江健三郎（爱媛县内子町出身、爱媛县立松山东高等学校毕业）是知交。建设费用由宮本信子全权负责。

## 交通设施
- 伊予铁道天山桥站下车，步行2分钟。
- 国道33号天山交叉点下车。